# Staunton Harold
Staunton Harold est une paroisse civile du Leicestershire, en Angleterre.